# 明益藩王墓地
明益藩王墓地位于中国江西省抚州市南城县洪门镇、万坊镇，2013年被列为第七批全国重点文物保护单位。
益王家族墓群由洪门益王家族墓群和岳口益王家族墓群组成，葬有益端王朱祐檳、益庄王朱厚烨、益恭王朱厚炫、益昭王朱载增、益宣王朱翊鈏、益敬王朱常𰝢、益定王朱由木及浦阳王朱常浆、益未王朱慈炱、铜陵王朱载壤、淳河王朱常汭等夫妇合葬墓。益王墓为卷棚式砖室墓，郡王墓为砖室墓，王墓墓场前两侧竖有文吏武将、石马、石狮、望柱及神道碑。